# Qamil Buxheli
Qamil Buxheli (Pandalejmon, 1925. február 8. – ?, 2006) albán író.

## Életútja
Alapiskoláit Sarandában járta ki, majd Gjirokastrában végezte el a gimnáziumot. A második világháború éveiben, 1942 februárja és 1943 áprilisa között részt vett az Albán Kommunista Párt ifjúsági szervezetének tevékenységében, ezt követően pedig partizánként harcolt az országot megszálló hadseregek ellen. 1944 júliusától a Gjirokastra megyei ifjúsági pártszervezet politikai biztosa, később szervezőtitkára volt. 1955 és 1960 között a moszkvai Makszim Gorkij Irodalmi Intézet hallgatója volt. Több éven keresztül a hivatalos pártlap, a Zëri i Popullit (’A Nép Hangja’) szerkesztőjeként, valamint a Zëri i Rinisë (’Az Ifjúság Hangja’) és az Ylli (’Csillag’) főszerkesztőjeként tevékenykedett. Munkásságáért számos kitüntetésben részesült.

## Munkássága
Első írásai 1943-ban jelentek meg. A szocialista realista irodalom korszakában üdítően friss látásmóddal, nyelvezettel és humorral írt szatirikus regényei hozták el számára a sikert. Könyveiben a társadalmi visszásságokat, a tudatlanságot, a középszerűséget, a szervilizmust és az erőszakot karikírozta – az 1944-es felszabadulás előtti történelmi háttérbe helyezve regényei cselekményeit. Kur qesh tërë qyteti (’Amikor az egész város nevet’) című társadalmi szatírája az elharapózott bürokratizmus jelenségét figurázta ki. A Zogu-rendszer kulisszái közé helyezett, Karjera e zotit Maksut (Maksut úr karrierje) című szatirikus regénye Schütz István fordításában és az Európa Könyvkiadó gondozásában 1978-ban magyarul is megjelent.

### Magyarul
- Maksut úr karrierje: Regény. Ford. Schütz István. Budapest: Európa. 1978.  ISBN 963-07-0983-X  317 o.